# Bassa de la Balandra
La Bassa de la Balandra és una obra de Vilaplana (Baix Camp) protegida com a Bé Cultural d'Interès Local.

## Descripció
La bassa té una froma pràcticament trapezoidal amb el mur que dona al riu una mica més curt que el que dona a muntanya. La profunditat és d'uns dos metres i mig. La bassa es troba en ple ús i la comunitat de regants ha tingut cura dels recs i la mina. Per assegurar-ne l'abastiment i poder fer front a les èpoques de sequera es va construir una bassa de plàstic riu amunt.